# Coniopteryx qiongana
Coniopteryx qiongana là một loài côn trùng trong họ Coniopterygidae thuộc bộ Neuroptera. Loài này được Z.-q. Liu & C.-k. Yang miêu tả năm 2002.